# Polyura seitzi
Polyura seitzi är en fjärilsart som beskrevs av Rothschild 1897. Polyura seitzi ingår i släktet Polyura och familjen praktfjärilar. Inga underarter finns listade i Catalogue of Life.